# Desmoceratidae
Desmoceratidae — родина амонітів надродини Desmoceratoidea, що існувала у крейдовому періоді (125,5 — 70,6 млн років тому).

## Роди
- Abrytasites
- Beudanticeras
- Damesites
- Desmoceras
- Freboldiceras
- Hauericeras
- Kennicottia
- Mesopuzosia
- Pachydesmoceras
- Parapuzosia
- Puzosia